# Andrzej Tęczyński (1576–1613)
Andrzej Tęczyński herbu Topór (ur. 20 września 1576 roku w Kraśniku – zm. w kwietniu 1613 roku w Warszawie) – polski szlachcic, kasztelan wiślicki w 1603 roku, kasztelan bełski w latach 1612–1613, starosta stryjski w latach 1588-1602, starosta horodelski w latach 1602-1612.
Jako senator wziął udział w sejmach:  1606, 1609, 1611 i sejmie zwyczajnym 1613 roku.
Syn wojewody krakowskiego Andrzeja Tęczyńskiego. Żonaty z Katarzyną Leszczyńską, córką Jana Leszczyńskiego (zm. 1589), starosty radziejowskiego, i Katarzyny z Opalińskich (zm. ok. 1602).
Pochowany 5 sierpnia 1613 roku w manierystycznej kaplicy własnej fundacji przy kościele parafialnym w Staszowie.